# OH-film

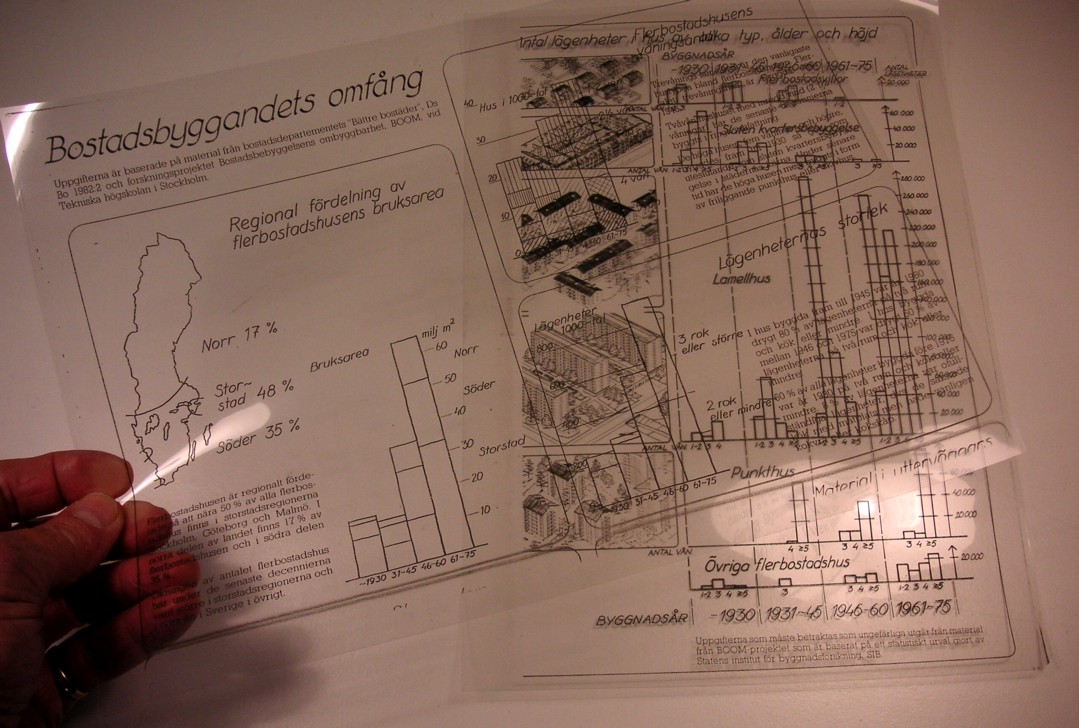
Overheadfilm "O-film"

OH-film, overheadfilm, OH-plast eller overheadplast är genomskinliga plastblad som används vid presentationer på overheadprojektorer. Man skriver och tecknar på OH-filmen med specialpennor. Speciella OH-filmer kan även användas till att skriva ut från laserskrivare, bläckstråleskrivare och kopiatorer.